# Pimelea drummondii
Pimelea drummondii är en tibastväxtart som först beskrevs av Porphir Kiril Nicolai Stepanowitsch Turczaninow, och fick sitt nu gällande namn av B.L. Rye. Pimelea drummondii ingår i släktet Pimelea och familjen tibastväxter. Inga underarter finns listade i Catalogue of Life.